# Кирхберг на Векселу
Кирхберг на Векселу општина је у округу Нојенкихен у Аустрији, држава Доња Аустрија. На попису становништва 2011. године, општина Кирхберг на Векселу је имала 2.386 становника.

## Географија
Кирхберг на Векселу налази се у индустријској четврти у Доњој Аустрији, на око 100 km јужно од главног града Беча у долини Отербахес, која се налази на источном делу Кирхберга. Највиша тачка је висока 1.013 м надморске висине и налази се 2,1 km јужно од Кирхберга. У околини Кирхберга расте углавном мешовита шума.
Територија општине покрива површину од 51,1 km² од чега је 67,95% површине шумовито.

## Клима
Подручје Вирфлаха је део хемибореалне климатске зоне. Просечна годишња температу је 8 °C (46 °F) Најтоплији месец је јул, кад је просечна температура 20 °C (68 °F), а најхладнији је јануар са −4 °C (25 °F). Просечна годишња сума падавине је 1074 мм. Највлажнији месец је јул, са просеком од 144 мм падавина, а најсушнији је децембар са 40 мм.

## Насеља
У општини Кирхберг на Векселу спадају следећа шест насеља (према статистичким подацима о броју становника из јануара 2017. године):
- Алпелтал (42)
- Кирхберг на Векселу (1.823)
- Кранихберг (145)
- Лехен (144)
- Молцег (137)
- Офенбах (211)

Трговачка општина Кирхберг на Векселу је подељена на шест катастарских општина:
- Алпелтал

282 ha, 38 a, 14 m² (5,5% општинске површине)
- Кирхберг

са градским четвртима Маркт, Молц, Рамерграбен, Сашсебрун, Селхоф, Стајн, Тратен, Вејер и Виден Визе
1.171 ha, 55 a, 34 m² (22,8% општинске површине)
- Кранихберг

са градским четвртима Еселберг, Фриедерсдорф, Киенграбен, Оберер Кирхграбен, Крејт, Крејтберг, Пуха, Пихра и Рамс
1.001 ha, 44 a, 06 m² (19,8% општинске површине)
- Лехен

са градским четвртима Небелсбах и Стејнбах
716 ha, 80 a, 05 m² (14,0% општинске површине)
- Молцег

са градским четвртима Кампстејнер Швајг, Креузбауерн, Молц и Стеиерсбергер Швајг
1.574 ha, 47 a, 05 m² (30,7% општинске површине)
- Офенбах

са градским четвртима Ајгенберг и Виден
372 ha, 07 a, 40 m² (7,2% општинске површине)
У појединачним катастарским општинама, проценат шума је различит по величини: Молцег са 83% шумске површине има највише шуме, а затим Кранихберг, Алпелтал, Лехен и Офенбах; Кирхберг има најмању шумску површину са 49%. Четвртина земљишта се користи за пољопривреду (поља, ливаде), ту је Кирхберг на врху са 39%, док катастарка општина Молцег користи само 12% своје површине као априлаке и поља за пољопривреду. Преосталих 6% земљишта су путеви, грађевинско земљиште, пашњаци и вртови.

## Историја
Кирхберг се први пут помиње у документу из 1232. године као Киперк. Године 1472-1473 место је било погађено епидемијом куге. Године 1713. и 1714. куга се поново појавила.
Стално насељавање овог подручја почело је у 12. веку. Године 1216. постављен је камен темељац од стране господара Кранихберга. Године 1404. Волфгангескирх се помиње као капела. Током прве турске опсаде Беча 1529. године, село, манастир и црква били су запаљени. Након реконструкције манастира, часне сестре морале су да побегну 1554. године због куге. У једном извештају се помиње школски мајстор, што значи да је у Кирхбергу још у то време постојала школа.
Цар Фердинанд III је 1656. године насељу је додељен статус тржишног града. Следеће године манастир је обновљен и добија своју садашњу форму. Током друге турске опсаде Беча, становништво Кирхберга је побегло у утврђења око цркве и манастира. Од 1754. до 1756. године готичка црква била је срушена и обновљена у барокном стилу.
Године 1782. по наредби цара Јозефа II, манастир бива укинут. Исте године укинута је и црква Волфганг.
Након наполеонски ратова 1805. године Кирхберг бива поново пљачкан 1809. године. Године 1814. и 1833. године подручје су погодиле велике поплаве. Године 1850. настале су општине Кирхберг на Векселу и Молцег. Кранихбег је инкорпориран 1968. године, Молцег 1972 у општину Кирхберг. У периоду од 1859. до 1868. године радило се на обнови Волфганхирске цркве. Цркву је 1918. године ударила муња, након чега је поново обновљена.

## Религија
Према подацима пописа из 2001. године 93,9% становништва су били римокатолици, 1% евангелисти и 0,7% православци. 2,3% становништва се изјаснило да нема никакву верску припадност.

## Политика
У општинском већу има укупно 21 место.
- Након локалних избора у Доњој Аустрији 2010. године 21 место у општинском већу подељено је на следећи начин: АНП 14 места, СДПА 4 места и СПА 3 места.
- Након локалних избора у Доњој Аустрији 2010. године 21 место у општинском већу подељено је на следећи начин: АНП 15 места, СДПА 4 места и СПА 2 места.

Градоначелник општине је Вилибалд Фукс, члан Аустријске народне партије.

## Култура и знаменитости
- Замак Кранихберг
- Католичка црква у Кирхбергу на Векселу
- Манастир Кирхберг на Векселу
- Католичка црква св. Волфганг
- Голгота
- Црквено Гробље
- Највећа пећина у Доњој Аустрији
- Природни споменик 1000-годишња стара липа

## Образовање
- Основна школа Кирхберг на Векселу. Школу похађа 300 ђака
- Средња Школа Кирхберг на Векселу,
- Општа специјална школа Кирхберг на Векселу
- Гимназија и религијска средња школа

## Удружења
Удружења у Кирхбергу на Векселу имају веома дугу традицију. Тренутна активна удружења су:
- Добровољна ватрогасна бригада Кирхберга на Векселу

основано 1873. године
- Музичко удружења Кирхберга на Векселу

основано 1876. године
- Шумарско удружење Кирхберга на Векселу

основано 1929. године